# کلارکسبرگ (ایندیانا)
کلارکسبرگ (به انگلیسی: Clarksburg) یک منطقهٔ مسکونی در ایالات متحده آمریکا است که در شهرستان دکاتور، ایندیانا واقع شده‌است. کلارکسبرگ ۳۲۱٫۸۷ متر بالاتر از سطح دریا واقع شده‌است.